# Neogene reevi
Neogene reevi är en fjärilsart som beskrevs av Druce 1882. Neogene reevi ingår i släktet Neogene och familjen svärmare. Inga underarter finns listade i Catalogue of Life.